# 高明量
高明量，是12世纪大理国權臣，点蒼山蓮花峰芒湧溪人氏，白族，大中國皇帝高升泰的孫子，中国公高泰明的第2子。1102年（宋徽宗崇宁元年），在威宁筑城，就是后来的威楚府（今楚雄）。大理皇帝段和譽封高明量为政国公。他去世较早，儿子高量成幼年成为孤儿，在高明量兄长的高明顺儿子高顺贞死后，高量成成为相国。